# 島袋聖南
島袋 聖南（しまぶくろ せいな、1987年4月4日 - ）は、日本の女性ファッションモデルである。沖縄県出身。血液型O型。身長169センチ。エイジアプロモーション所属。

## 略歴

### テラスハウスへの出演
2012年にリアリティバラエティ番組「テラスハウス」（以下、同番組）に出演したことで話題となった。
同番組内ではプロサーファーの湯川正人と恋に落ちるも、すれ違いで破局。その後、年下の新メンバー伊東大輝と結ばれている（2017年11月に破局）。
その後、映画版を経て3年ぶり4度目の登場を果たし、2018年6月頃、石倉ノアと交際を開始。その2ヶ月後に同番組を共に卒業。

### テラスハウス卒業後
2015年に自身初となるスタイルブック『I am SEINA』を発売。現在はモデル活動のほか、ヨガにも熱心に取り組んでおり、IHTA認定ヨガインストラクター1級を取得。『ヨガジャーナル』（セブン&アイ出版）で連載を持っている（「島袋聖南さんのYOGA TEACHER TRAINING DIARY」）。2017年11月3日、沖縄県・豊崎海浜公園美らSUNビーチの特設会場にて開催された「MUSIC FES With RACo2017」に出演し、ランウェイを披露した。
2021年2月3日未明、互いのInstagramにて結婚を発表。2人を知る関係者によると、コロナ禍のステイホーム期間中に意思を固め、前年12月に石倉がプロポーズ。同22日に思い出の地、軽井沢へ出向いて婚姻届を提出した。2人は年齢差9歳ながら価値観の違いを感じたことがなかったという。結婚式はコロナ禍のため未定。カップル成立から約2年半愛を育み、番組9年目で“テラハ婚”第1号となった。
2021年12月31日、第1子妊娠を発表。2022年4月28日、第1子男児の出産を報告。

## 人物

### 趣味
テニス、ジョギング、映画鑑賞、旅行、料理、ヨガ

### 特技
書道

### 資格
中国語検定3級、書道4段、ダイビングライセンス、ダイエット検定2級

## 出演

### テレビ
- テラスハウス
  - BOYS×GIRLS NEXT DOOR (2012年10月12日 - 2013年5月3日、5月10日、6月28日、7月5日、2014年1月27日 - 9月29日、フジテレビ）
  - OPENING NEW DOORS（2017年12月 - 2018年7月、Netflix）
- 火花（2016年、Netflix、2017年2月 - 4月、NHK総合）
- しゃべくり007（2020年2月17日、日本テレビ）
- 新婚さんいらっしゃい!（2021年4月25日、朝日放送テレビ）
- 偽装不倫

### ウェブテレビ
- こじらせ森の美女（2019年11月2日 - 、AbemaTV） - レギュラーゲスト

### 映画
- テラスハウス クロージング・ドア（2015年2月、東宝）

### MV
- ハジ→「BEER TALK。」
- かわいえいじ 3rdシングル「カゲロウ」

### BOOK
- 初スタイルBOOK「I am SEINA」(2015)

### MAGAZINE
- セブン&アイ出版「ヨガジャーナル」連載

### イベント
- HIROSHIMA RUNWAY
- REVLON×MERY @PLAZA ルミネエスト新宿店
- 東京ガールズコレクション
- KANSAI COLLECTION
- 仙台コレクション
- Girls Award
- 神戸コレクション
- 北陸ガールズグランプリ
- 島ぜんぶでおーきな祭 -第7回沖縄国際映画祭-

## ブランド
- スキンケアブランド　QOBE
- ジュエリーブランド　UNCHAINED
- アパレルブランド　WDOT